# Lysichiton camtschatcensis
La especie Lysichiton camtschatcensis, de nombre común col de mofeta asiática o col de mofeta blanca, es una planta que se encuentra en los pantanos y bosques húmedos, a lo largo de los arroyos y en otras áreas húmedas de la península de Kamchatka, en las islas Kuriles, Sakhalin y en el norte de Japón.

## Descripción
Es una planta perenne herbácea robusta que alcanza a los 75 cm de alto y de ancho, con fuerte nerviación, y hojas brillantes de 50 a 100 cm de largo. 
A principios de la primavera se producen espatas blancas en punta de hasta 40 cm de largo.

## Etimología
Su nombre común de "col de mofeta" se utiliza para el género Lysichiton, que incluye al L. americanus, la  col de mofeta occidental, destaca por su olor desagradable. La col de mofeta asiática es más variable: de estas plantas se ha informado que algunas huelen no del todo asquerosamente, y otras huelen dulce.
En japonés se conoce como mizubashō (lit. "banana de agua") de una supuesta similitud con la banana japonesa, un nombre con poética similitud en lugar de asociaciones malolientes.

## Sinónimos
- Arctiodracon	camtschaticum (Spreng.) A.Gray, 1858
- Arctiodracon japonicum A.Gray, 1858
- Dracontium camtschatcense L., 1753
- Lysichiton album Makino, 1931
- Lysichiton camtschatcense var. album hort.
- Lysichiton japonicus (A. Gray) Schott ex Miq.
- Pothos camtschaticus Spreng.

## Cultivo y usos
Al igual que su pariente cercano, L. americanus, se utiliza como una planta acuática marginal en los jardines de Gran Bretaña e Irlanda. Se ha ganado el Award of Garden Merit otorgadopor la Royal Horticultural Society.
Los híbridos entre L. camschatcensis y L. americanus, llamados Lysichiton × hortensis, también se cultivan. Estos tienen espatas más grandes que cualquiera de los padres.